# Tsuyama
Tsuyama (jap. 津山市 Tsuyama-shi) – miasto w Japonii, w południowej części wyspy Honsiu, w prefekturze Okayama. 

## Położenie
Leży w północnej części prefektury. Graniczy z:
- Maniwa;
- Tottori.

## Historia
Prawa miejskie otrzymało 11 lutego 1929 roku.

## Demografia
W 2005 miasto liczyło 110 565 mieszkańców.

## Miejsca godne uwagi
- Zamek Tsuyama

## Miasta partnerskie
- Stany Zjednoczone: Santa Fe